# Galium cajamarcense
Galium cajamarcense là một loài thực vật có hoa trong họ Thiến thảo. Loài này được Dempster mô tả khoa học đầu tiên năm 1988.